# Vasiliev Nini
Vasiliev Nini, ps. Vas (ur. 1954 w Gjirokastrze) – albański i amerykański rzeźbiarz.

## Życiorys
W latach 1969–1973 uczęszczał do liceum Jordan Misja w Tiranie, następnie w latach 1975-1979 studiował na Wyższym Instytucie Sztuk w Tiranie. Po ukończeniu studiów otworzył pracownię rzeźbiarską; tworzył rzeźby dla Ministerstwa Edukacji oraz Ligi Pisarzy i Artystów Albanii w latach 1979-1984. Nauczał w Centrum Realizacji Dzieł Sztuki w Tiranie w latach 1984-1992, następnie rozpoczął pracę dziennikarza radiowego dla Radio Televizioni Shqiptar.
Wykładał na Akademii Sztuk Pięknych w Tiranie w latach 1997-2002, wyemigrował następnie do miasta Omaha, gdzie prowadził prywatne zajęcia plastyczne, a dnia 2 lipca 2007 roku otrzymał amerykańskie obywatelstwo. Prowadzi pracownię rzeźbiarską w Zanesville w stanie Ohio.
Część jego prac była w posiadaniu holenderskiej królowej Beatrycze; niektóre rzeźby z lat 1982-1999 znajdują się w Ersece, Helmesi, Tiranie, Gjirokastrze i Fierze. W latach 1979–2009 prowadził liczne wystawy swoich rzeźb w Albanii (Erseka, Gjirokastra, Peshkopia, Tirana, Fier), Włoszech (Bari, Lecce, Catanzaro), Holandii (Haga), Czarnogórze (Tuzi), Holandii (Haga), Kosowie (Prizren, Prisztina) i w Stanach Zjednoczonych (Louisville, Omaha, Ralston, Waszyngton, Nowy Jork, Detroit, Zanesville, Granville, Rochester Hills).

## Wybrane nagrody[1]
- I miejsce w Ogólnokrajowym Konkursie Rzeźby Parkowej w Tiranie (1986),
- I miejsce w Ogólnokrajowym Konkursie na Pomnik Obalenia Dyktatury (1996).